# Szon Jorum
Szon Jorum (hangul: 손열음, RR: Son Yeol-eum) (Vondzsu (Wonju), Dél-Korea, 1986. május 2.–) dél-koreai klasszikus zongoraművésznő. A komolyzenei világ figyelmét akkor hívta fel magára, amikor szólistaként fellépett a New York-i Filharmonikusokkal, Lorin Maazel vezényletével, 2004-ben. A 2011-es Nemzetközi Csajkovszkij Verseny ezüstérmese, amelyen megkapta a Kötelező Zenedarabok Legjobb Kamarakoncert előadásáért járó elismerést is.

## Élete
Három és fél éves korában kapta első zongoraóráját, és 1998 júliusában a Kumho Prodigy koncertsorozatban debütált. Tizenkét éves korában kezdett Kim Dedzsin (Kim Dae-jin) zongoristától tanulni. Tizenhat éves korában zongoratanulmányainak folytatására felvették a Koreai Nemzeti Művészeti Egyetemre. 18 éves korában CD-re vette a Chopin Etűdök Összest (Op. 10 és Op. 25) a Universal Music Group kiadásában.

## Pályája
A New York-i Filharmonikus Zenekarral, a Rotterdami Filharmonikus Zenekarral, a Cseh Filharmonikus Zenekarral, az Izraeli Filharmonikus Zenekarral, a Tokiói Filharmonikus Zenekarral, a Deutsche Radio Philharmonie Saarbrücken Kaiserslauternnel, az NDR Radiofilharmoniával, az Academy of St Martin in the Fieldsszel, az NHK Szimfonikus Zenekarával, az Állami Akadémiai Szimfóniával (az Orosz Föderáció zenekara), a Seattle-i Szimfonikus Zenekarral, a Mariinszkij Színház Zenekarával és sokan másokkal: Jurij Basmet, Karel Mark Chichon, Csong Mjonghun (정명훈, Jeong Myeong-hun), James Conlon, Lawrence Foster, Valerij Gergyijev, Dmitrij Kitajenko, Lorin Maazel és Ludovic Morlot vezényletével. 2006 óta Arie Vardinél tanult a németországi hannoveri Hochschule für Musik und Theaterben.

## Írói tevékenysége
2010 májusától havi komolyzenei rovatot vezet(ett) a JoongAng Sundayben, a Csungang Ilbo (Jungang Ilbo) vasárnapi kiadásában, amely Korea egyik legolvasottabb újságja.

## Díjak
- 1997: 2. díj, Fiatal Zenészek Nemzetközi Csajkovszkij-versenye
- 1999: 1. díj, Oberlini Nemzetközi Zongoristaverseny
- 2001: 1. díj, a 7. Ettlingeni zongoristaverseny
- 2002: 1. díj, 53. Viotti Nemzetközi Zenei Verseny
- 2005: 3. díj, Arthur Rubinstein nemzetközi zongoristaverseny
- 2008: 1. díj, Kissinger Klavierolymp zongoristaveseny, a Kissinger Sommer fesztiválhoz kapcsolódóan[6]
- 2009: Ezüstérem és Steven De Groote Emlékdíj a kamarazene legjobb teljesítményéért (Jevgenyij Bozsanovval megosztva), a tizenharmadik Van Cliburn nemzetközi zongoristaversenyen
- 2011: II. díj, Rogyion Konsztantyinovics Scsedrin-kamaraverseny Mozart-előadásán, a kötelező darab legjobb előadója a XIV. Nemzetközi Csajkovszkij-versenyen[7]

## Diszkográfia
- 2004: Chopin 24 Etudes (Universal Music)
- 2008: Chopin Nocturnes zongorára és zenekarra (Universal Music)
- 2009: 13. Van Cliburn-verseny: Yeol Eum Son, ezüstérmes (Harmonia Mundi)
- 2012: Yeol Eum Son, zongora (O'new World Music)
- 2016: Schumann & Brahms[8]

## Fordítás
Ez a szócikk részben vagy egészben  a   Yeol Eum Son című angol Wikipédia-szócikk ezen változatának fordításán alapul.  Az eredeti cikk szerkesztőit annak laptörténete sorolja fel. Ez a jelzés csupán a megfogalmazás eredetét és a szerzői jogokat jelzi, nem szolgál a cikkben szereplő információk forrásmegjelöléseként.

## Külső hivatkozások
- Hivatalos weboldal